# Romanel-sur-Lausanne
Romanel-sur-Lausanne é uma comuna da Suíça, situada no distrito de Lausana, no cantão de Vaud. Tem 2,87 km² de área e sua população em 2018 foi estimada em 3.309 habitantes.